# Futbolo klubas Žalgiris 2015
Questa voce raccoglie le informazioni riguardanti il Futbolo klubas Žalgiris nelle competizioni ufficiali della stagione 2015.

## Stagione
Prima dell'inizio della stagione il club è tornato alla storica denominazione di Futbolo klubas Žalgiris. Nella stagione 2015 il FK Žalgiris ha disputato la A Lyga, massima serie del campionato lituano di calcio, terminando il torneo al primo posto con 94 punti conquistati in 36 giornate, frutto di 31 vittorie, 1 pareggio e 4 sconfitte, vincendo il campionato per la sesta volta, la terza consecutiva. Grazie a questo successo si è qualificato alla UEFA Champions League 2016-2017. Nella primavera 2015 ha disputato le semifinali della Lietuvos Taurė 2014-2015, battendo lo Spyris Kaunas ed accedendo alla finale del torneo. In finale ha affrontato e sconfitto l'Atlantas, conquistando la coppa nazionale per la nona volta nella sua storia, la quarta consecutiva. Nell'autunno 2015 è sceso in campo a partire dagli ottavi di finale della Lietuvos Taurė 2015-2016, competizione che ebbe il suo epilogo nel corso della stagione 2016 con la vittoria finale dello stesso Žalgiris. Sempre nell'autunno 2015 ha partecipato alla UEFA Champions League, venendo subito eliminato al secondo turno preliminare dagli svedesi del Malmö FF.

## Rosa
| N. |                                 | Ruolo | Calciatore           |
| -- | ------------------------------- | ----- | -------------------- |
| 1  | Lituania (bandiera)             | P     | Armantas Vitkauskas  |
| 2  | Lituania (bandiera)             | C     | Deividas Šemberas    |
| 3  | Lituania (bandiera)             | D     | Georgas Freidgeimas  |
| 5  | Lituania (bandiera)             | D     | Algis Jankauskas     |
| 7  | Bielorussia (bandiera)          | C     | Juryj Kendyš         |
| 8  | Lituania (bandiera)             | D     | Egidijus Vaitkūnas   |
| 9  | Portogallo (bandiera)           | A     | Jorge Chula          |
| 10 | Polonia (bandiera)              | C     | Jakub Wilk           |
| 11 | Croazia (bandiera)              | C     | Andro Švrljuga       |
| 12 | Brasile (bandiera)              | A     | Eliandro             |
| 13 | Lituania (bandiera)             | C     | Danielis Romanovskis |
| 14 | Cipro (bandiera)                | A     | Kristis Andreou      |
| 15 | Bosnia ed Erzegovina (bandiera) | D     | Semir Kerla          |
| 16 | Lituania (bandiera)             | C     | Paulius Janušauskas  |
| 17 | Armenia (bandiera)              | D     | Artak Edigaryan      |
| 17 | Lituania (bandiera)             | C     | Tautvydas Eliošius   |

| N. |                        | Ruolo | Calciatore          |
| -- | ---------------------- | ----- | ------------------- |
| 18 | Lituania (bandiera)    | D     | Aldas Korsakas      |
| 19 | Brasile (bandiera)     | A     | Lucas Gaúcho        |
| 20 | Paesi Bassi (bandiera) | D     | Donovan Slijngard   |
| 21 | Lituania (bandiera)    | C     | Vytautas Lukša      |
| 22 | Lituania (bandiera)    | C     | Justas Lasickas     |
| 23 | Lituania (bandiera)    | A     | Darvydas Šernas     |
| 24 | Francia (bandiera)     | A     | Serge Nyuiadzi      |
| 30 | Lituania (bandiera)    | P     | Lukas Lidakevičius  |
| 38 | Lituania (bandiera)    | D     | Dominykas Barauskas |
| 45 | Lituania (bandiera)    | A     | Edvinas Baniulis    |
| 55 | Lituania (bandiera)    | P     | Saulius Klevinskas  |
| 71 | Lituania (bandiera)    | P     | Karolis Čirba       |
| 77 | Lituania (bandiera)    | C     | Linas Pilibaitis    |
| 80 | Brasile (bandiera)     | C     | Elivelto            |
| 88 | Lituania (bandiera)    | C     | Mantas Kuklys       |

## Risultati

### Lietuvos Taurė 2014-2015

#### Finale
| Arbitro: | Gediminas Mažeika |

|                                    |           |  |
| Šemberas 54’ (rig.) Pilibaitis 83’ | Marcatori |  |

### UEFA Champions League

#### Secondo turno preliminare
| Västerås 15 luglio 2015, ore 19:00 CEST Andata | Malmö FF          | 0 – 0 referto | Žalgiris | Swedbank Stadion\| Arbitro: \| Eitan Shmuelevitz \| |
| Arbitro:                                       | Eitan Shmuelevitz |               |          |                                                     |

| Arbitro: | Benoît Bastien |

|  |           |                |
|  | Marcatori | 55’ Tinnerholm |

## Statistiche

### Statistiche di squadra
| Competizione                    | Punti | In casa | In casa | In casa | In casa | In casa | In casa | In trasferta | In trasferta | In trasferta | In trasferta | In trasferta | In trasferta | Totale | Totale | Totale | Totale | Totale | Totale | DR  |
| Competizione                    | Punti | G       | V       | N       | P       | Gf      | Gs      | G            | V            | N            | P            | Gf           | Gs           | G      | V      | N      | P      | Gf     | Gs     | DR  |
| ------------------------------- | ----- | ------- | ------- | ------- | ------- | ------- | ------- | ------------ | ------------ | ------------ | ------------ | ------------ | ------------ | ------ | ------ | ------ | ------ | ------ | ------ | --- |
| A Lyga                          | 94    | 18      | 16      | 0       | 2       | 54      | 9       | 18           | 15           | 1            | 2            | 50           | 16           | 36     | 31     | 1      | 4      | 104    | 25     | +79 |
| Lietuvos Taurė 2014-2015        | -     | 1       | 1       | 0       | 0       | 4       | 0       | 1            | 1            | 0            | 0            | 2            | 0            | 3      | 3      | 0      | 0      | 8      | 0      | +8  |
| Lietuvos Taurė 2015-2016        | -     | 1       | 1       | 0       | 0       | 5       | 0       | 2            | 2            | 0            | 0            | 11           | 3            | 3      | 3      | 0      | 0      | 16     | 3      | +13 |
| UEFA Champions League 2015-2016 | -     | 1       | 0       | 0       | 1       | 0       | 1       | 1            | 0            | 1            | 0            | 0            | 0            | 2      | 0      | 1      | 1      | 0      | 1      | -1  |
| Totale                          | -     | 21      | 18      | 0       | 3       | 63      | 10      | 22           | 18           | 2            | 2            | 63           | 19           | 44     | 37     | 2      | 5      | 128    | 29     | +99 |